# 杉田妃和
杉田 妃和（すぎた ひな、1997年1月31日 - ）は、福岡県北九州市出身の女子サッカー選手。NWSL ポートランド・ソーンズFC所属。サッカー日本女子代表。ポジションはミッドフィールダー。藤枝順心高等学校出身。

## 経歴

### ユース
兄がサッカーをしていたことを見て自分もやってみたいと思ったのがサッカーを始めるきっかけになった。地元の少年団チームである二島藤木フットボールクラブに入り、男子に混じってプレーしていたこともある。その後、福岡県宗像市を拠点とするジュニアユースクラブのFCグローバルに三期生として入団している。
2012年に女子サッカー強豪校の藤枝順心高等学校に進学。
2014年は藤枝順心のメンバーとして正月の第22回全日本高等学校女子サッカー選手権大会に出場、決勝戦の日ノ本学園高等学校戦では先制点を挙げるも、1-4で敗れて準優勝に終わり、第36回皇后杯全日本女子サッカー選手権大会では1得点を記録し3回戦敗退となる。

### シニア
INAC神戸レオネッサ
2015年、INAC神戸レオネッサに入団。同年4月12日、なでしこリーグ第3節のスペランツァFC大阪高槻戦で、後半32分に伊藤香菜子との交代で途中出場し、公式戦初出場を果たした。10月24日、なでしこリーグ・エキサイティングシリーズ第3節ベガルタ仙台レディース戦で、公式戦初先発を果たした。
2016年5月3日、プレナスなでしこリーグ1部第7節ジェフユナイテッド市原・千葉レディース戦で、前半5分にDF近賀ゆかりの右サイドからのクロスをゴール右上にダイレクトに放ち、リーグ初得点を挙げた。同年10月、なでしこリーグ1部の新人賞を獲得した。
2017年のシーズンから背番号が8番に変更になった。
ポートランド・ソーンズFC
2022年1月27日、アメリカNWSLのポートランド・ソーンズFCへの完全移籍が発表された。

### 代表
2012年に15歳ながらU-17サッカー日本女子代表に飛び級招集され、2012 FIFA U-17女子ワールドカップ（アゼルバイジャン）に出場、グループリーグ第1戦（対ブラジル）で後半開始から途中出場して後半18分に得点を挙げ、第2戦（対ニュージーランド戦）、第3戦（メキシコ戦）と先発出場し、メキシコ戦の後半24分に得点を挙げた。準々決勝の対ガーナ戦では後半28分から途中出場するも、0-1で敗れてベスト4を逃した。
2013年には高倉麻子監督の下で2014 FIFA U-17女子ワールドカップ（コスタリカ）を目指すU-16サッカー女子日本代表に招集され、主将を任される。U-17ワールドカップ出場を賭けたAFC U-16女子選手権2013（中華人民共和国・南京市）では準決勝のタイ王国戦でハットトリックを記録、大会6得点を挙げると共に、決勝戦で朝鮮民主主義人民共和国（北朝鮮）をPK戦で下して2大会連続優勝を獲得すると共に大会最優秀選手（MVP）も獲得した。
2014年、2014 FIFA U-17女子ワールドカップコスタリカ大会にU-17サッカー日本女子代表主将として出場、グループリーグ第3戦を除いた全ての試合に先発フル出場し、グループリーグ第2戦のパラグアイ戦でハットトリックを記録、準々決勝のメキシコ戦、準決勝のベネズエラ戦でそれぞれ1点ずつを挙げて大会得点ランキング3位と活躍、チームも決勝でスペインに2-0と勝利してU-17女子ワールドカップチャンピオンとなった。杉田はコスタリカ大会ゴールデンボール（最優秀選手）に選ばれた。
2016年はU-20日本女子代表メンバーに選出され、2016 FIFA U-20女子ワールドカップ（パプアニューギニア）に出場、大会では準決勝でフランスに敗れて3位決定戦に回り、アメリカ合衆国を下して3位となったが、杉田が大会最優秀選手に選出された。
2023年6月13日、2023 FIFA女子ワールドカップのなでしこジャパンに選出された。

## 個人成績

### クラブ
| クラブ                   | シーズン       | リーグ         | 背番号 | リーグ戦 | リーグ戦 | カップ戦 | カップ戦 | リーグ杯 | リーグ杯 | その他 | その他 | 合計 | 合計 |
| クラブ                   | シーズン       | リーグ         | 背番号 | 出場     | 得点     | 出場     | 得点     | 出場     | 得点     | 出場   | 得点   | 出場 | 得点 |
| ------------------------ | -------------- | -------------- | ------ | -------- | -------- | -------- | -------- | -------- | -------- | ------ | ------ | ---- | ---- |
| 藤枝順心高校             | 2012           | —              | 19     | —        | —        | 2        | 0        | —        | —        | —      | —      | 2    | 0    |
| 藤枝順心高校             | 2013           | —              | 10     | —        | —        | 1        | 0        | —        | —        | —      | —      | 1    | 0    |
| 藤枝順心高校             | 2014           | —              | 10     | —        | —        | 3        | 2        | —        | —        | —      | —      | 3    | 2    |
| 藤枝順心高校             | 通算           | 通算           | 通算   | 0        | 0        | 6        | 2        | 0        | 0        | 0      | 0      | 6    | 2    |
| INAC神戸レオネッサ       | 2015           | なでしこ1部    | 18     | 4        | 0        | 2        | 0        | —        | —        | —      | —      | 6    | 0    |
| INAC神戸レオネッサ       | 2016           | なでしこ1部    | 18     | 17       | 3        | 4        | 0        | 8        | 1        | —      | —      | 29   | 4    |
| INAC神戸レオネッサ       | 2017           | なでしこ1部    | 8      | 18       | 2        | 2        | 1        | 9        | 1        | —      | —      | 29   | 4    |
| INAC神戸レオネッサ       | 2018           | なでしこ1部    | 8      | 18       | 5        | 5        | 0        | 9        | 1        | —      | —      | 32   | 6    |
| INAC神戸レオネッサ       | 2019           | なでしこ1部    | 8      | 18       | 3        | 4        | 0        | 2        | 0        | —      | —      | 24   | 3    |
| INAC神戸レオネッサ       | 2020           | なでしこ1部    | 8      | 18       | 3        | 2        | 0        | —        | —        | —      | —      | 20   | 3    |
| INAC神戸レオネッサ       | 2021-22        | WE             | 10     | 9        | 1        | 1        | 0        | —        | —        | —      | —      | 10   | 1    |
| INAC神戸レオネッサ       | 通算           | 通算           | 通算   | 102      | 17       | 20       | 1        | 28       | 3        | 0      | 0      | 150  | 21   |
| ポートランド・ソーンズFC | 2022           | NWSL           | 8      | 21       | 5        | —        | —        | 5        | 2        | —      | —      | 26   | 7    |
| ポートランド・ソーンズFC | 2023           | NWSL           | 8      | 19       | 6        | —        | —        | 1        | 0        | —      | —      | 20   | 6    |
| ポートランド・ソーンズFC | 2024           | NWSL           | 8      | 22       | 2        | —        | —        | —        | —        | -      | -      | 22   | 2    |
| ポートランド・ソーンズFC | 2025           | NWSL           | 8      |          |          | —        | —        | —        | —        | -      | -      |      |      |
| ポートランド・ソーンズFC | 通算           | 通算           | 通算   | 62       | 13       | 0        | 0        | 6        | 2        | 0      | 0      | 68   | 15   |
| 通算                     | 日本           | 日本           | 1部    | 102      | 17       | 20       | 1        | 28       | 3        | 0      | 0      | 150  | 21   |
| 通算                     | 日本           | 日本           | その他 | 0        | 0        | 6        | 2        | 0        | 0        | 0      | 0      | 6    | 2    |
| 通算                     | アメリカ合衆国 | アメリカ合衆国 | 1部    | 62       | 13       | 0        | 0        | 6        | 2        | 0      | 0      | 68   | 15   |
| 総通算                   | 総通算         | 総通算         | 総通算 | 164      | 30       | 26       | 3        | 34       | 5        | 0      | 0      | 224  | 38   |

- 日本女子サッカーリーグ
  - 初出場 - 2015年4月12日 なでしこリーグ1部 レギュラーシリーズ 第3節 スペランツァFC大阪高槻戦 (高槻市立総合スポーツセンター陸上競技場)[24]
  - 初得点 - 2016年5月3日 なでしこリーグ1部 第7節 ジェフユナイテッド市原・千葉レディース戦 (ノエビアスタジアム神戸)[24]

- WEリーグ
  - 初出場 - 2021年9月12日 第1節 大宮アルディージャVENTUS戦 (ノエビアスタジアム)[25]
  - 初得点 - 2021年9月26日 第3節 ジェフユナイテッド市原・千葉レディース戦 (J-GREEN堺S1メインフィールド)[25]

- ナショナル・ウィメンズ・サッカーリーグ
  - 初出場 - 2022年5月1日 第2節 カンザスシティ・カレント戦 (プロビデンス・パーク)[26]
  - 初得点 - 2022年5月29日 第5節 シカゴ・レッドスターズ戦 (シートギーク・スタジアム)[26]

### 代表
- 2018年8月2日 - 日本女子代表初出場 -  オーストラリア戦 (2018 トーナメント・オブ・ネーションズ)
- 2021年4月11日 - 日本女子代表初得点 -  パナマ戦 (国際親善試合)

#### 主な出場大会
- U-17日本女子代表
  - 2012年 - FIFA U-17女子ワールドカップ アゼルバイジャン大会
  - 2014年 - FIFA U-17女子ワールドカップ コスタリカ大会（優勝）
- U-20日本女子代表
  - 2016年 - FIFA U-20女子ワールドカップ パプアニューギニア大会（3位）
- なでしこジャパン (日本女子代表)
  - 2019年 - SheBelieves Cup（アメリカ合衆国）
  - 2019年 - 2019 FIFA女子ワールドカップ
  - 2019年 - EAFF E-1サッカー選手権2019
  - 2020年 - SheBelieves Cup(アメリカ合衆国)
  - 2021年 - 2020年東京オリンピック
  - 2023年 - 2023 FIFA女子ワールドカップ

#### 試合数
| 日本代表 | 国際Aマッチ | 国際Aマッチ |
| 年       | 出場        | 得点        |
| -------- | ----------- | ----------- |
| 2018     | 1           | 0           |
| 2019     | 14          | 0           |
| 2020     | 3           | 0           |
| 2021     | 9           | 2           |
| 2022     | 5           | 0           |
| 2023     | 13          | 1           |
| 2024     | 1           | 0           |
| 2025     | 4           | 0           |
| 通算     | 50          | 3           |

2025年6月27日現在

#### 出場試合
| 出場試合一覧 | 出場試合一覧   | 出場試合一覧     | 出場試合一覧                               | 出場試合一覧     | 出場試合一覧 | 出場試合一覧       | 出場試合一覧                          | 出場試合一覧 |
| #            | 開催日         | 開催都市         | スタジアム                                 | 対戦国           | 結果         | 監督               | 大会                                  | 出典         |
| ------------ | -------------- | ---------------- | ------------------------------------------ | ---------------- | ------------ | ------------------ | ------------------------------------- | ------------ |
| 1.           | 2018年8月2日   | ブリッジビュー   | トヨタ・パーク                             | オーストラリア   | ● 0-2        | 高倉麻子           | 2018 トーナメント・オブ・ネーションズ | [ 27 ]       |
| 2.           | 2019年2月27日  | チェスター       | タレン・エナジー・スタジアム               | アメリカ合衆国   | △ 2-2        | 高倉麻子           | 2019 シービリーブスカップ             | [ 28 ]       |
| 3.           | 2019年3月2日   | ナッシュビル     | ニッサン・スタジアム                       | ブラジル         | ○ 3-1        | 高倉麻子           | 2019 シービリーブスカップ             | [ 29 ]       |
| 4.           | 2019年3月5日   | タンパ           | レイモンド・ジェームス・スタジアム         | イングランド     | ● 0-3        | 高倉麻子           | 2019 シービリーブスカップ             | [ 30 ]       |
| 5.           | 2019年4月4日   | オセール         | スタッド・アッベ・デシャン                 | フランス         | ● 1-3        | 高倉麻子           | 国際親善試合 ～ヨーロッパ遠征～       | [ 31 ]       |
| 6.           | 2019年4月9日   | パーダーボルン   | ベンテラー・アレーナ                       | ドイツ           | △ 2-2        | 高倉麻子           | 国際親善試合 ～ヨーロッパ遠征～       | [ 32 ]       |
| 7.           | 2019年6月2日   | ル・トゥケ       | スタッド・ジェラール・ウリエ               | スペイン         | △ 1-1        | 高倉麻子           | 国際親善試合                          | [ 33 ]       |
| 8.           | 2019年6月10日  | パリ             | パルク・デ・プランス                       | アルゼンチン     | △ 0-0        | 高倉麻子           | 2019 FIFA女子ワールドカップ           | [ 34 ]       |
| 9.           | 2019年6月14日  | レンヌ           | ロアゾン・パルク                           | スコットランド   | ○ 2-1        | 高倉麻子           | 2019 FIFA女子ワールドカップ           | [ 35 ]       |
| 10.          | 2019年6月19日  | ニース           | スタッド・ド・ニース                       | イングランド     | ● 0-2        | 高倉麻子           | 2019 FIFA女子ワールドカップ           | [ 36 ]       |
| 11.          | 2019年6月25日  | レンヌ           | ロアゾン・パルク                           | オランダ         | ● 1-2        | 高倉麻子           | 2019 FIFA女子ワールドカップ           | [ 37 ]       |
| 12.          | 2019年10月6日  | 静岡             | IAIスタジアム日本平                        | カナダ           | ○ 4-0        | 高倉麻子           | 国際親善試合                          | [ 38 ]       |
| 13.          | 2019年11月10日 | 北九州           | 北九州スタジアム                           | 南アフリカ共和国 | ○ 2-0        | 高倉麻子           | MS&ADカップ2019                       | [ 39 ]       |
| 14.          | 2019年12月14日 | 釜山             | 九徳総合運動場                             | 中華人民共和国   | ○ 3-0        | 高倉麻子           | EAFF E-1サッカー選手権2019            | [ 40 ]       |
| 15.          | 2019年12月17日 | 釜山             | 九徳総合運動場                             | 韓国             | ○ 1-0        | 高倉麻子           | EAFF E-1サッカー選手権2019            | [ 41 ]       |
| 16.          | 2020年3月5日   | オーランド       | エクスプロリア・スタジアム                 | スペイン         | ● 1-3        | 高倉麻子           | 2020 シービリーブスカップ             | [ 42 ]       |
| 17.          | 2020年3月8日   | ハリソン         | レッドブル・アリーナ                       | イングランド     | ● 0-1        | 高倉麻子           | 2020 シービリーブスカップ             | [ 43 ]       |
| 18.          | 2020年3月11日  | フリスコ         | トヨタ・スタジアム                         | アメリカ合衆国   | ● 1-3        | 高倉麻子           | 2020 シービリーブスカップ             | [ 44 ]       |
| 19.          | 2021年4月8日   | 仙台             | ユアテックスタジアム仙台                   | パラグアイ       | ○ 7-0        | 高倉麻子           | 国際親善試合                          | [ 45 ]       |
| 20.          | 2021年4月11日  | 東京             | 国立競技場                                 | パナマ           | ○ 7-0        | 高倉麻子           | 国際親善試合                          | [ 46 ]       |
| 21.          | 2021年6月10日  | 広島             | エディオンスタジアム広島                   | ウクライナ       | ○ 8-0        | 高倉麻子           | 国際親善試合                          | [ 47 ]       |
| 22.          | 2021年6月13日  | 宇都宮           | カンセキスタジアムとちぎ                   | メキシコ         | ○ 5-1        | 高倉麻子           | MS&ADカップ2021                       | [ 48 ]       |
| 23.          | 2021年7月14日  | 亀岡             | サンガスタジアム by KYOCERA                | オーストラリア   | ○ 1-0        | 高倉麻子           | MS&ADカップ2021                       | [ 49 ]       |
| 24.          | 2021年7月21日  | 札幌             | 札幌ドーム                                 | カナダ           | △ 1-1        | 高倉麻子           | 2020年東京オリンピック                | [ 50 ]       |
| 25.          | 2021年7月24日  | 札幌             | 札幌ドーム                                 | イギリス         | ● 0-1        | 高倉麻子           | 2020年東京オリンピック                | [ 51 ]       |
| 26.          | 2021年7月27日  | 利府             | 宮城スタジアム                             | チリ             | ○ 1-0        | 高倉麻子           | 2020年東京オリンピック                | [ 52 ]       |
| 27.          | 2021年7月30日  | さいたま         | 埼玉スタジアム2002                         | スウェーデン     | ● 1-3        | 高倉麻子           | 2020年東京オリンピック                | [ 53 ]       |
| 28.          | 2022年6月24日  | スタラ・パゾヴァ | スポーツ・センターFAS                      | セルビア         | ○ 5-0        | 池田太             | 国際親善試合                          | [ 54 ]       |
| 29.          | 2022年10月6日  | 神戸             | ノエビアスタジアム神戸                     | ナイジェリア     | ○ 2-0        | 池田太             | 国際親善試合                          | [ 55 ]       |
| 30.          | 2022年10月9日  | 長野             | 長野Uスタジアム                            | ニュージーランド | ○ 2-0        | 池田太             | MS&ADカップ2022                       | [ 56 ]       |
| 31.          | 2022年11月11日 | ムルシア         | ピナタル・アレーナ                         | イングランド     | ● 0-4        | 池田太             | 国際親善試合                          | [ 57 ]       |
| 32.          | 2022年11月15日 | セビージャ       | エスタディオ・ラ・カルトゥーハ             | スペイン         | ● 0-1        | 池田太             | 国際親善試合                          | [ 58 ]       |
| 33.          | 2023年2月16日  | オーランド       | エクスプロリア・スタジアム                 | ブラジル         | ● 0-1        | 池田太             | 2023 シービリーブスカップ             | [ 59 ]       |
| 34.          | 2023年2月19日  | ナッシュビル     | ジオディス・パーク                         | アメリカ合衆国   | ● 0-1        | 池田太             | 2023 シービリーブスカップ             | [ 60 ]       |
| 35.          | 2023年2月22日  | フリスコ         | トヨタ・スタジアム                         | カナダ           | ○ 3-0        | 池田太             | 2023 シービリーブスカップ             | [ 61 ]       |
| 36.          | 2023年4月7日   | ギマラインス     | エスタディオ・D. アフォンソ・エンリケス    | ポルトガル       | ○ 2-1        | 池田太             | 国際親善試合                          | [ 62 ]       |
| 37.          | 2023年4月11日  | オーデンセ       | オーデンセ・スタディオン                   | デンマーク       | ● 0-1        | 池田太             | 国際親善試合                          | [ 63 ]       |
| 38.          | 2023年7月26日  | ダニーデン       | ダニーデン・スタジアム                     | コスタリカ       | ○ 2-0        | 池田太             | 2023 FIFA女子ワールドカップ           | [ 64 ]       |
| 39.          | 2023年7月31日  | ウェリントン     | ウェリントン・リージョナル・スタジアム     | スペイン         | ○ 4-0        | 池田太             | 2023 FIFA女子ワールドカップ           | [ 65 ]       |
| 40.          | 2023年8月11日  | オークランド     | イーデン・パーク                           | スウェーデン     | ● 1-2        | 池田太             | 2023 FIFA女子ワールドカップ           | [ 66 ]       |
| 41.          | 2023年9月23日  | 北九州           | 北九州スタジアム                           | アルゼンチン     | ○ 8-0        | 池田太             | 国際親善試合                          | [ 67 ]       |
| 42.          | 2023年10月26日 | タシュケント     | ロコモティフ・スタジアム                   | インド           | ○ 7-0        | 池田太             | 2024年パリオリンピック・アジア2次予選 | [ 68 ]       |
| 43.          | 2023年10月29日 | タシュケント     | ブニョドコル・スタジアム                   | ウズベキスタン   | ○ 2-0        | 池田太             | 2024年パリオリンピック・アジア2次予選 | [ 69 ]       |
| 44.          | 2023年11月1日  | タシュケント     | ロコモティフ・スタジアム                   | ベトナム         | ○ 2-0        | 池田太             | 2024年パリオリンピック・アジア2次予選 | [ 70 ]       |
| 45.          | 2023年12月3日  | サンパウロ       | エスタジオ・シーセロ・ポンペウ・ヂ・トレド | ブラジル         | ○ 2-0        | 池田太             | 国際親善試合                          | [ 71 ]       |
| 46.          | 2024年4月6日   | アトランタ       | メルセデス・ベンツ・スタジアム             | アメリカ合衆国   | ● 1-2        | 池田太             | 2024 シービリーブスカップ             | [ 72 ]       |
| 47.          | 2025年4月6日   | 大阪             | ヨドコウ桜スタジアム                       | コロンビア       | △ 1-1        | ニルス・ニールセン | 国際親善試合                          | [ 73 ]       |
| 48.          | 2025年5月31日  | サンパウロ       | ネオ・キミカ・アレーナ                     | ブラジル         | ● 1-3        | ニルス・ニールセン | 国際親善試合                          | [ 74 ]       |
| 49.          | 2025年6月3日   | サンパウロ       | エスタディオ・シセロ・デ・ソウザ・マルケス | ブラジル         | ● 1-2        | ニルス・ニールセン | 国際親善試合                          | [ 75 ]       |
| 50.          | 2025年6月27日  | マドリード       | エスタディオ・ムニシパル・デ・ブタルケ     | スペイン         | ● 1-3        | ニルス・ニールセン | 国際親善試合                          | [ 76 ]       |

#### ゴール
| ゴール一覧 | ゴール一覧    | ゴール一覧 | ゴール一覧               | ゴール一覧   | ゴール一覧 | ゴール一覧 | ゴール一覧   | ゴール一覧 |
| #          | 開催日        | 開催都市   | スタジアム               | 対戦国       | 結果       | 監督       | 大会         | 出典       |
| ---------- | ------------- | ---------- | ------------------------ | ------------ | ---------- | ---------- | ------------ | ---------- |
| 1.         | 2021年4月11日 | 東京       | 国立競技場               | パナマ       | ○ 7-0      | 高倉麻子   | 国際親善試合 | [ 77 ]     |
| 2.         | 2021年6月10日 | 広島       | エディオンスタジアム広島 | ウクライナ   | ○ 8-0      | 高倉麻子   | 国際親善試合 | [ 78 ]     |
| 3.         | 2023年9月23日 | 北九州     | 北九州スタジアム         | アルゼンチン | ○ 8-0      | 池田太     | 国際親善試合 | [ 79 ]     |

## タイトル

### クラブ
- INAC神戸レオネッサ
  - 皇后杯全日本女子サッカー選手権大会: 2回 (2015年、2016年)

- ポートランド・ソーンズFC
  - NWSLチャンピオンシップ: 1回 (2022)

### 代表
- U-17日本女子代表
  - 2014 FIFA U-17女子ワールドカップ: 優勝

### 個人
- 2014 FIFA U-17女子ワールドカップ: 大会最優秀選手(MVP)
- 2016 FIFA U-20女子ワールドカップ: 大会最優秀選手(MVP)
- なでしこリーグ１部 新人賞（2016年）
- なでしこリーグベストイレブン: 1回（2019年）